# Tkabber
Tkabber — свободный клиент мгновенного обмена сообщениями, поддерживающий протокол XMPP. Написан на Tcl/Tk и работает на многих платформах, включая Linux, BSD, Solaris и Microsoft Windows.
Алексей Щепин начал проект в 2002 году и до сих пор поддерживает и развивает его.

## Возможности
- Зашифрованные сессии (через расширение).
- Подписанные/зашифрованные сообщения (через расширение).
- Настраиваемый внешний вид.
- Юникод.
- Интерфейс с табами.
- Звуковые уведомления.
- Запуск на КПК с OS Windows Mobile и Linux.
- и многое другое.[2]